# Košická futbalová aréna
Košická futbalová aréna – powstający stadion piłkarski w Koszycach, na Słowacji. Jego budowa rozpoczęła się 29 października 2018 roku. Odbiorów I etapu budowy dokonano w styczniu 2021 roku; zakłada się, że arena osiągnie funkcjonalność latem 2021 roku. Pojemność stadionu wynosi 5836 widzów, docelowo zaś ma wynieść 12 625 widzów.

## Historia
W celu budowy nowego stadionu piłkarskiego w Koszycach, 16 czerwca 2014 roku miasto powołało do życia spółkę Košická Futbalová Aréna a.s., mającą być odpowiedzialną za budowę i zarządzanie przyszłym obiektem. W tym samym roku pozyskano 12 mln euro funduszy, 8 mln w formie nieoprocentowanej, 10-letniej pożyczki od Ministerstwa Finansów i 4 mln dotacji od Ministerstwa Edukacji, Nauki, Badań i Sportu. Aby utrzymać dotację, budowa musiała rozpocząć się przed końcem 2015 roku, stąd w listopadzie 2015 roku ruszyły prace przygotowawcze i badania archeologiczne. Teren pod budowę stadionu wybrano w południowej części miasta, około pół kilometra na południe od miejsca, gdzie dawniej stał (rozebrany w 2011 roku) Všešportový areál. Pierwotne plany zakładały budowę obiektu na 9080 widzów i oddanie do użytku w sezonie 2017/2018. W kolejnych latach poprzestano jednak na pracach przygotowujących teren pod przyszłą inwestycję.
Umowę na budowę stadionu podpisano 17 kwietnia 2018 roku z konsorcjum firm AVA-stav z Galanty i OHL ŽS SK z Bratysławy, które otrzymało 19 miesięcy na realizację zadania. Budowa miała kosztować 19,47 mln euro, jednak z powodu braków finansowych zdecydowano się podzielić ją na etapy. Pierwszym etapem miała być budowa dwóch trybun wzdłuż boiska wraz z głównym budynkiem z szatniami i zapleczem. Ich pojemność miała wynieść 5836 widzów, natomiast po wybudowaniu wszystkich trybun łączna pojemność ma być większa: 12 625 widzów. Realizacja pierwszego etapu miała pochłonąć 14,11 mln euro. Pierwsze pięć miesięcy od podpisania umowy poświęcono na przygotowywanie dokumentacji projektowej i uzyskiwanie pozwoleń. Projekt areny przygotowała pracownia architektoniczna HESCON. 29 października 2018 roku symbolicznym wbiciem łopaty rozpoczęto właściwą budowę. Prace miały potrwać do końca 2019 roku, ale terminu nie udało się dotrzymać. W międzyczasie wzrosły również koszty budowy stadionu (koszt całości podrożał o 1,35 mln euro, do kwoty 20,82 mln), m.in. w związku z podwyższeniem kryteriów infrastrukturalnych UEFA i SFZ. W 2020 roku utrudnienia spowodowała również pandemia COVID-19. Budowę dwóch trybun wraz z budynkiem zaplecza ukończono pod koniec 2020 roku. Odbiory zakończyły się pod koniec stycznia 2021 roku. Do zapewnienia stadionowi funkcjonalności (stan na marzec 2021) brakuje jeszcze murawy i wyposażenia wnętrz. Boisko ma powstać wiosną 2021 roku. W budżecie na 2021 rok rada miasta przyznała spółce zarządzającej stadionem 1,4 mln euro na bieżące wydatki i wyposażenie wnętrz, dzięki czemu uda się zakupić podstawowe wyposażenie (spółka wnosiła jednak o znacznie wyższą kwotę, 2,5 mln euro). Planuje się, że użytkowanie stadionu będzie możliwe od lata 2021 roku.
Pierwotnie zakładano, że korzystaniem z obiektu będą zainteresowane dwie drużyny, FC Lokomotíva Košice i FC Košice. W 2019 roku FC Lokomotíva Košice z powodów finansowych odstąpiła jednak od gry w II lidze i przystąpiła do rozgrywek V ligi, co powoduje że w najbliższych latach zespół nie będzie kandydatem do gry na nowym stadionie. Z kolei w tym samym roku FC Košice awansował do II ligi i to ten zespół najprawdopodobniej przeprowadzi się na nowy obiekt. Miasto czyni również starania, by pozyskać fundusze na budowę trybun za bramkami (wraz z narożnikami), które złożyłyby obiekt w kompletną całość. Ich budowa ma kosztować ponad 5 mln euro. Po ich ukończeniu na obiekcie mogłaby grywać reprezentacja Słowacji. Dodatkowo planuje się także budowę obok stadionu akademii piłkarskiej, co ma pochłonąć dodatkowe 4 mln euro.

## Stadion

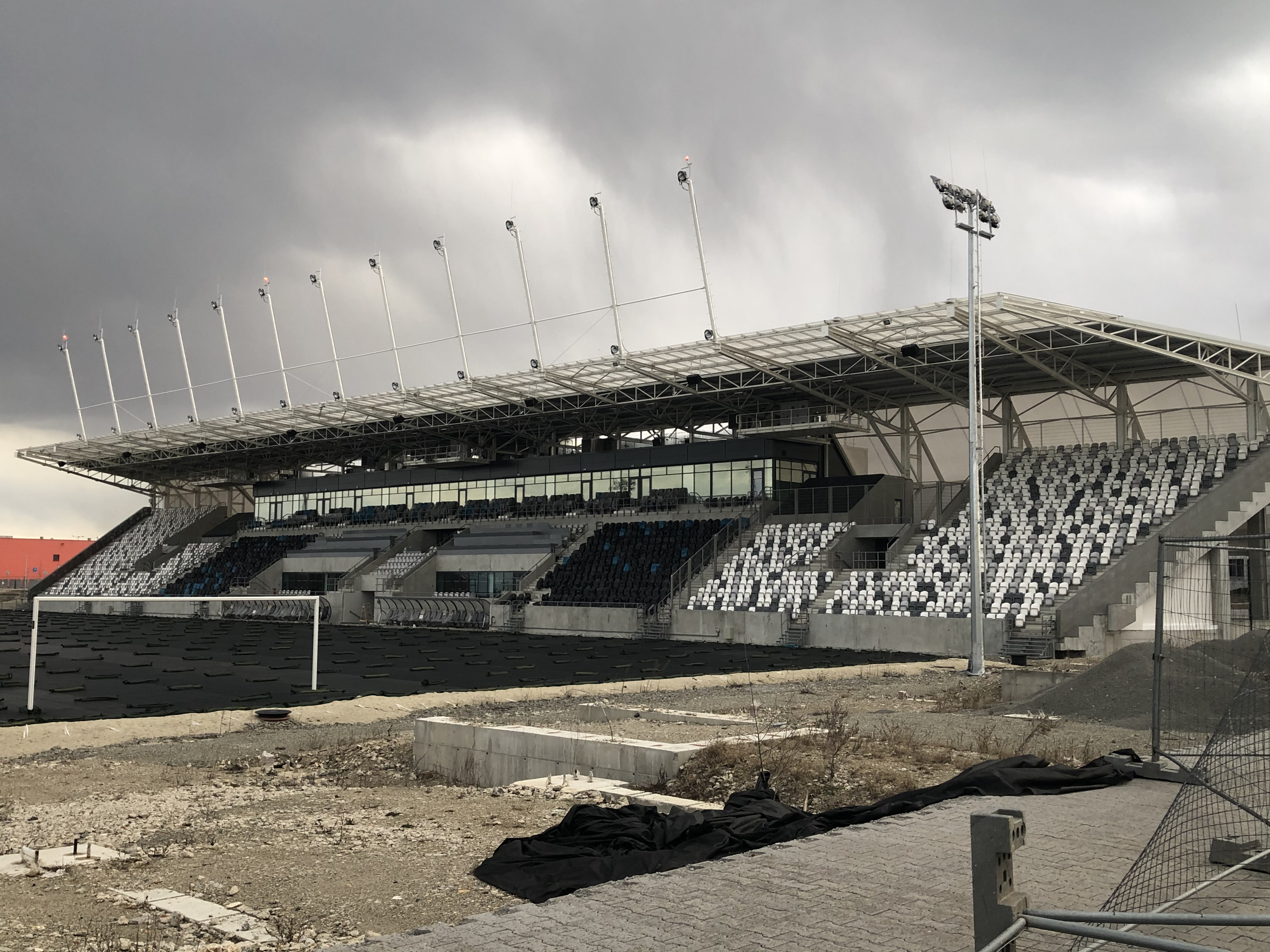
Zachodnia trybuna stadionu

Stadion ma dwie zadaszone trybuny położone wzdłuż boiska. Na dachach trybun osadzone jest oświetlenie areny. Trybuna po stronie zachodniej zintegrowana jest z budynkiem głównym. Budynek ten ma jedną podziemną i trzy nadziemne kondygnacje. Mieszczą się w nim m.in. szatnie i pomieszczenia dla zawodników, trenerów i sztabu, sędziów oraz delegatów, dziennikarzy i fotografów, ekskluzywne loże, studia telewizyjne i lokale gastronomiczne. Z zewnątrz budynek ma oszkloną elewację. Trybuny z zewnątrz również przykryte są elewacją, która stworzona jest z jasnego, prześwitującego materiału. Trybuna wschodnia może pomieścić 3876 widzów, trybuna zachodnia, na której znajdują się loże dla VIP-ów i dziennikarzy, mimo identycznych rozmiarów, udostępnia mniej, bo 1960 miejsc dla widzów (oraz dodatkowe 190 miejsc w lożach). Pojemność całkowita stadionu wynosi więc 5836 osób (6026 z uwzględnieniem lóż). W planach jest budowa trybun za bramkami wraz z narożnikami, które połączą całość w zamkniętą strukturę na planie zbliżonym do prostokąta. Po ich powstaniu pojemność obiektu będzie wynosić 12 625 widzów.